# جی‌ام‌سی یوکان

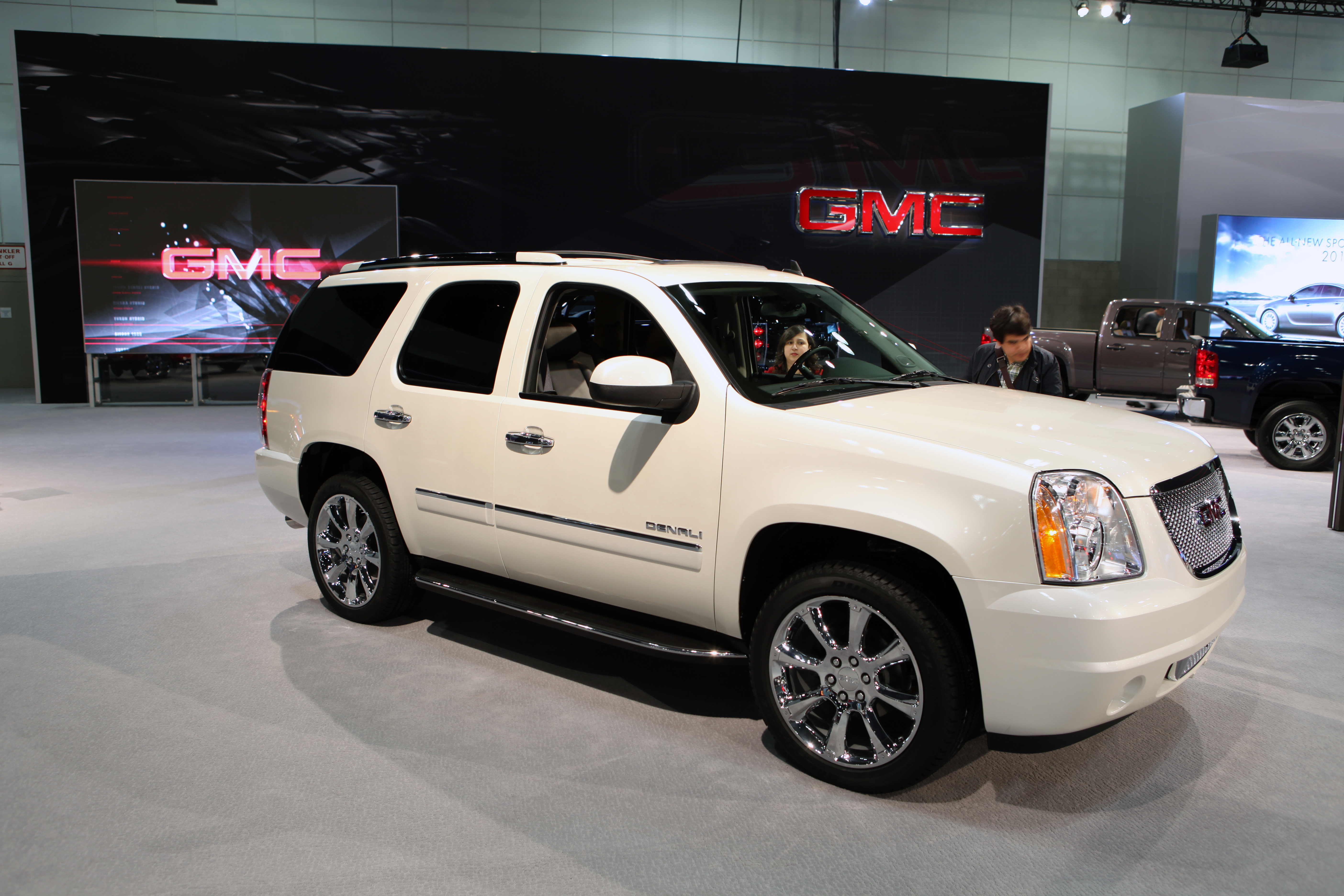

جی‌ام‌سی یوکان (به انگلیسی: GMC Yukon) یکی از مدل‌های خودروی کمپانی جی ام سی است.